# Regjeringskvartalet

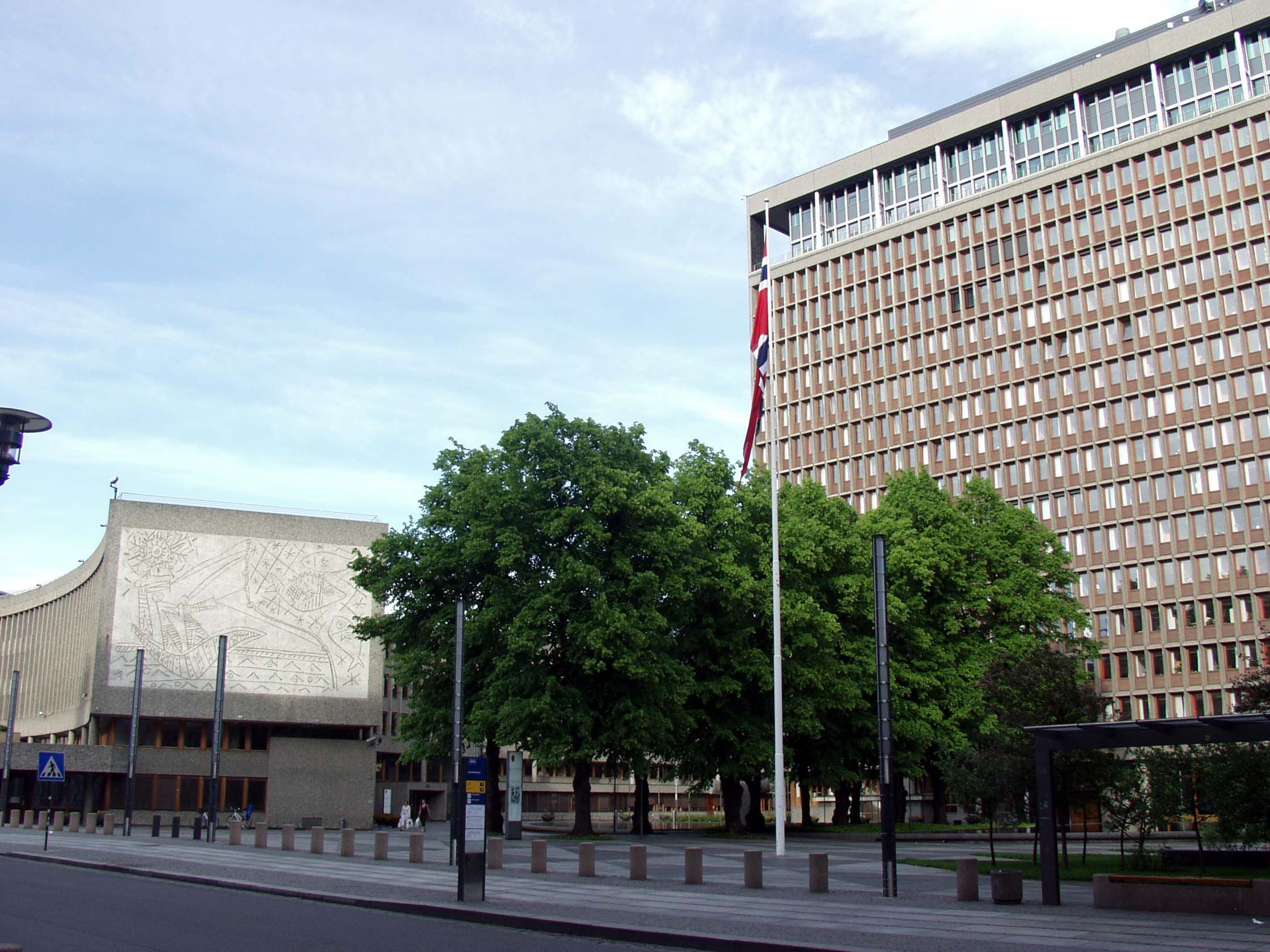
Regjeringskvartalet depuis Nygaardsvolds plass.
À gauche : Y-block
À droite : Høyblokken

Regjeringskvartalet (siège du gouvernement), est un ensemble de bâtiments dans le centre d'Oslo conçu par Erling Viksjø en 1969, hébergeant plusieurs bureaux du gouvernement de Norvège dont le ministère de la Défense, le ministère des Affaires étrangères et le ministère de l'Environnement.
Le 22 juillet 2011, un attentat commis par le terroriste d'extrême-droite Anders Behring Breivik frappe Regjeringskvartalet, tuant 8 personnes endommageant ainsi plusieurs façades des bâtiments présents.
L'ensemble comportait plusieurs bâtiments dont le "Bloc Y", surnommé ainsi à cause de sa forme, comportant plusieurs fresques sur béton réalisées en collaboration avec le sculpteur norvégien Carl Nesjar d'après des dessins de Pablo Picasso. Les Pêcheurs, pesant 250 tonnes, était installée sur la façade, et La Mouette, une œuvre de 60 tonnes, dans le hall du bâtiment.
En 2020, les locaux du Bloc Y font l’objet d’un plan de démolition amorcé par le gouvernement en 2014, leur entretien n’étant selon lui pas viable économiquement,. Au printemps, les conservateurs du Museum of Modern Art de New York avaient écrit une lettre critiquant vivement une démolition qui, selon eux, « serait une perte significative du patrimoine architectural norvégien ».
En juillet 2020, les peintures murales sont retirées du bâtiment gouvernemental.